# Vachellia sieberiana
Vachellia sieberiana és una espècie d'arbre nadiu d'Àfrica i introduïda al Pakistan.

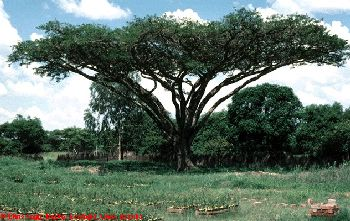
Detall de l'arbre

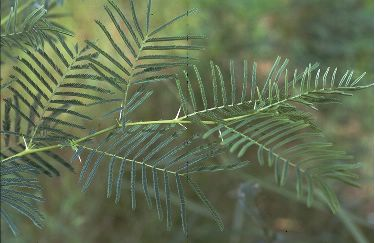
Detall de la fulla

## Descripció
Aquest arbre és un magnífic exemplar del tipus d'arbres que creixen a la sabana, on en ressalta la forma de la seva capçada, que cultivada se la poda imitant l'efecte de la pastura de les girafes que mengen de les branques més baixes. El resultat és una magnífica capçada plana i difosa que pot arribar als 12 metres d'alçada i 16 metres d'amplada que, juntament amb una escorça grisenca, en facilita la identificació. Les fulles són plomoses i de color verd fosc, i les seves flors es caracteritzen per la seva aparença en forma de bola d'un color entre cremós i groc, les quals floreixen a la primavera i estiu, tot emanant un perfum que atrau als insectes per a la seva pol·linització. Com totes les acàcies africanes, té unes espines llargues, fortes, rectes i negres.
Aquest arbre creix en boscos o en prats arbrats, en ambients àrids i secs. Les acàcies que són brostejades per girafes tenen altes concentracions de cianur com a mètode de defensa contra l'excés d'aquest herbivorisme, juntament amb unes fulles més petites i unes espines més llargues.
La seva estratègia reproductiva és molt particular: aquesta planta produeix unes llavors que poden restar dorments fins a 50 anys, i que germinen després dels incendis. D'entre els seus usos en destaca el del poble indígena etiòpic Zay, que n'utilitza la flor per a malalties de la pell.

## Taxonomia
Acacia sieberiana va ser descrita per Augustin Pyrame de Candolle i publicada a Prodromus Systematis Naturalis Regni Vegetabilis 2: 463. 1825.

### Varietats
- Acacia sieberiana var. sieberiana
- Acacia sieberiana var. woodii (Burtt Davy) Keay & Brenan[4]

#### Etimologia
- Acacia: nom genèric derivat del grec ακακία (akakia), que va ser atorgat pel botànic grec Pedanius Dioscorides (A.C. 90-40) per l'arbre medicinal A. nilotica al seu llibre De Materia Medica.[5] El nom deriva de la paraula grega ακις (akis, "espines").[6]
- sieberiana: epítet atorgat en honor del botànic Franz Sieber.

#### Sinonímia
- Acacia sieberana DC.
- Acacia purpurascens Vatke
- Acacia amboensis Schinz
- Acacia vermoesenii De Wild.
- Acacia sieberiana subsp. vermoesenii (De Wild.) Troupin
- Acacia abyssinica sensu auct.
- Acacia davyi sensu auct.[7]